# 666
666（六百六十六）是665与667之间的自然数。

## 在数学中
- 666是第667个非負整数。
- 666是第333个双数，又是第544个合数。（第666个合数是806 = 2 × 13 × 31）。
- 666不是质数，第666个质数是4973。666不是幸运数，第666个幸运数是5559。

- 合數，正因數有1、2、3、6、9、18、37、74、111、222、333和666。
質因數分解為{\displaystyle 2\times 3^{2}\times 37}。
- 過剩數，真因數和為816，盈度為150。
  - 半完全數，和為本身的其中一組因數為1、 3、 6、 9、 18、 74、 222、 333。
- 不尋常數，大於平方根的質因數為37。
- 十进制的哈沙德數。
- 十进制的奢侈數。
- 第34個十进制的史密夫數。前一個為663、下一個為690。
- 666是史密夫数：{\displaystyle 666=2\times 3\times 3\times 37}，{\displaystyle 6+6+6=2+3+3+3+7=18}。
- 666的数字的调和平均值是3/（1/6 + 1/6 + 1/6）= 6。666是第54个拥有这个特质的数。
- 在十进制里，666是第76个回文数。它亦是两个连续回文素数之和（666=313+353）。它亦是第62个回文合数。
- 666是第36个三角形数，因为1至36这36个整数之和是666。這剛好是賭場輪盤上的數字總和，所以輪盤又稱為魔鬼輪。第666个三角形数是222111。
- 666是前七个质数之平方和：{\displaystyle {{{{{{{{2}^{2}}+{{3}^{2}}}+{{5}^{2}}}+{{7}^{2}}}+{{11}^{2}}}+{{13}^{2}}}+{{17}^{2}}}=666}。[1]
- 666是个非對稱数1=(1)+6+6+6=19，1+9=10，如分的話非對稱是左1+右9。
- {\displaystyle 666=(6^{1}+6^{1}+6^{1})+(6^{3}+6^{3}+6^{3})}且{\displaystyle 666=1^{6}-2^{6}+3^{6}}[2]
- 把羅馬數字I, V, X, L, C, D （1, 5, 10, 50, 100, 500）加起來，等於666。
- 666的前後兩個數是楔形數與「連續兩個質數的乘積」，即{\displaystyle {{{5}\times {7}}\times {19}}=665}且{\displaystyle {{23}\times {29}}=667}；666是第2個具有此性質的數，前一個是436，下一個是898。[3]
- {\displaystyle 666^{2}+667^{2}+668^{2}+\cdots +684^{2}=685^{2}+686^{2}+687^{2}+\cdots +702^{2}=8657445}，即{\displaystyle \sum _{k=666}^{684}k^{2}=\sum _{k=685}^{702}k^{2}}，而{\displaystyle 666,667,668,\cdots ,702}是連續37個正整數。[4]

## 在人类文化中
- 6在中國為吉利、幸運數字（粵語「六」同「祿」音），有一帆風順的意思。网络时代后，6因諧音“溜”，666或者更多的6則表示讚揚“某一操作或某一動作十分熟練、順暢”，“一個人在某一事件中表現得很厲害、極為出彩”等意思。
- 在中国大陆的吸毒者中，6或666是对吸食冰毒的暗喻，来自于“溜冰”[5]。
- 被猶太人認為是不祥數字。[6]
- 在西方文化中表示魔鬼的數字，在《聖經·啟示錄》中，666是獸名數目。參見666恐懼症。
- 以最廣為人知的解碼方法來拼寫的話（A=100、B=101，如此類推）。 希特勒的姓「HITLER」加起來就等於666。
- Niconico動畫：曾發生"sm666事件"，在眾多影片分享網站一度成為恐怖的代名詞。在Youtube的相同事件则是“Username:666”。[來源請求]
- 第一部蘋果電腦（Apple I）的售價是$666.66。 [7]
- 在古代的達契亞，666是回復正確信念的人的數字。 [來源請求]

## 在聖經中
在《啟示錄》第13章說明，六百六十六是獸像的數目。
|                                       | 我又看見另有一個獸從地中上來，有兩角如同羊羔，說話好像龍。牠在頭一個獸面前，施行頭一個獸所有的權柄，並且叫地和住在地上的人拜那死傷醫好的頭一個獸。又行大奇事，甚至在人面前叫火從天降在地上。牠因賜給牠權柄在獸面前能行奇事，就迷惑住在地上的人，說要給那受刀傷還活著的獸做個像。又有權柄賜給牠，叫獸像有生氣，並且能說話，又叫所有不拜獸像的人都被殺害。牠又叫眾人，無論大小，貧富，自主的為奴的，都在右手上或是在額上受一個印記。除了那受印記，有了獸名或有獸名數目的，都不得做買賣。在這裡有智慧：凡有聰明的，可以算計獸的數目，因為這是人的數目，它的數目是六百六十六。 |
| ——《启示录》第13章第11-18节（和合本） | |

## 在科学中
- 666是农药六氯环己烷C6H6Cl6的代号。其有效成分为γ-六氯环己烷。